# Calciatore sudamericano dell'anno 1981
Il premio di calciatore sudamericano dell'anno per il 1981 fu assegnato a Zico, calciatore brasiliano del Flamengo.

## Classifica
| Pos. | Calciatore           | Naz.      | Club                    |
| ---- | -------------------- | --------- | ----------------------- |
| 1.   | Zico                 | Brasile   | Flamengo                |
| 2.   | Diego Maradona       | Argentina | Argentinos Juniors      |
| 3.   | Júnior               | Brasile   | Flamengo                |
| 4.   | Julio César Uribe    | Perù      | Sporting Cristal        |
| 5.   | Patricio Yáñez       | Cile      | San Luis de Quillota    |
| 6.   | Daniel Passarella    | Argentina | River Plate             |
| 7.   | Paulo Roberto Falcão | Brasile   | Roma                    |
| 8.   | Sócrates             | Brasile   | Corinthians             |
| 9.   | Elías Figueroa       | Cile      | Ft. Lauderdale Strikers |
| 10.  | Rubén Paz            | Uruguay   | Peñarol                 |